# Fiat 505
La Fiat 505 è un'autovettura prodotta dalla FIAT dal 1919 al 1927.

## Il contesto
Era molto simile alla Fiat 501, tranne che per la meccanica.
Il motore della “Fiat 505” derivava dal quattro cilindri dell'antenata, ma aveva una cilindrata maggiore, più precisamente di 2296 cm³. Erogava una potenza di 30 cv che faceva raggiungere alla vettura 80 km/h. Rispetto all'antenata, furono aumentate anche le dimensioni. La trasmissione era a quattro rapporti.
Sarà fabbricata in diverse versioni: berlina, torpedo, cabriolet, camioncino, ecc.
Saranno fabbricati più di 30.000 esemplari. Il modello sarà rimpiazzato dalla Fiat 507.